# Казус. Индивидуальное и уникальное в истории
«Казус. Индивидуальное и уникальное в истории» — российское научное периодическое издание Института всеобщей истории РАН, специализирующееся на проблемах микроистории. Основано в 1996 году Ю. Л. Бессмертным. Выходило 1 раз в год. Последний выпуск альманаха вышел в 2020 году.

## Описание
Долгое время альманах оставался единственной площадкой для развития микроистории в России. Его появление стало следствием конфликтов внутри редакции альманаха «Одиссей»: Ю. Л. Бессмертный вышел из редакции «Одиссея» и организовал «Казус». Среди ярких черт нового альманаха можно выделить то значение, которое в нём придавалось субъективности авторских интерпретаций, о чём свидетельствовали фотографии авторов, публиковавшиеся на титульном листе каждого раздела. Некоторых из авторов статей обвиняли в журнализме.
Среди знаковых теоретических текстов, опубликованных в альманахе, можно выделить «Что за „Казус“?..» Ю. Л. Бессмертного в первом выпуске, очерк М. А. Бойцова «Вперед, к Геродоту!» во втором выпуске и статью П. Ю. Уварова «Апокатастасис, или Основной инстинкт историка» в третьем выпуске.
В альманахе публиковались переводы статей Карло Гинзбурга («Моя микроистория», седьмой выпуск), Альфреда Людтке, Жака Ле Гоффа.
В 1996—2000 годы редакторами альманаха являлись Ю. Л. Бессмертный и М. А. Бойцов, с 2000 г. редакторами стали М. А. Бойцов и И. Н. Данилевский, а ответственным секретарем альманаха — О. И. Тогоева. С 2014 г. редакторами являлись О. И. Тогоева и И. Н. Данилевский, ответственным секретарем издания — Ю. П. Крылова.